# 오두 (소프트웨어)
벨기에에서 출발한 Odoo(오두)는 20년 이상의 개발 노하우를 바탕으로 웹사이트 제작부터 영업 관리, 제조, 재고 관리, 재무, 인사 등 총 8개의 모듈 내의 80개 이상의 다양한 비즈니스 앱을 통합하여 제공하는 차세대 올인원 경영관리 플랫폼이다. 1,300만 명 이상의 사용자가 신뢰하는 Odoo는 KPMG, 마스터카드, 레노버그룹 등 글로벌 대기업들이 내부 경영 관리 소프트웨어로 채택한 혁신적인 ERP이다.
2024년에는 53억 달러 (7.2조) 가치의 유니콘 회사로 가치 평가를 받았고 Google과 Sequoia Capital 투자회사가 주도하여 BlackRock, Mubadala, AXA Venture Partners 등 다른 유수의 투자자들이 Odoo에 5.2억 달러(약 7,289억)의 지원을 발표하였다. Odoo는 1,300만 명 이상의 사용자, 매달 7,000명의 새로운 고객, 그리고 연간 40% 성장을 기록하며 지속적인 성장을 이어나가고 있다.
Odoo는 제조업, 유통업, 서비스업을 포함한 다양한 산업의 특성과 필요에 맞추어 추가 비용 없이 하나의 요금으로 앱을 조합하여 경제적으로 사용할 수 있다. 기존의 ERP와 다르게 그룹웨어의 기능도 포함하여 하나의 플랫폼에서 협업하고 소통하고 업무 관리를 할 수 있다. 오픈소스 소프트웨어로 엔터프라이즈 버전과 커뮤니티 버전을 제공하고 있고 유연하게 커스터마이징이 가능하다. 오두는 온프레미스와 SaaS 환경을 모두 지원하여 기업의 IT 환경에 맞게 선택할 수 있다.
Odoo를 도입한 기업들은 문서 및 업무 처리 시간이 크게 단축되고, 운영 효율성이 향상되었다고 보고하고 있다. 예를 들어, 한 제조업체는 Odoo 도입 후 생산성이 30% 이상 증가하였으며, 한 유통업체는 재고의 선입선출(FIFO)을 관리하고 바코드 기능 통합 및 제품의 위치, 운송 상태 등을 실시간으로 볼 수 있어 재고 관리 효율성이 크게 향상되었다. Odoo는 글로벌 시장에서 검증된 안정성과 신뢰성을 바탕으로, 중소기업부터 대기업의 성장을 든든하게 지원하고 있다.

## 같이 보기
- 자유-오픈 소스 소프트웨어 패키지 목록